# Club Estudiantes de La Plata (fútbol femenino)
El Club Estudiantes de La Plata es una entidad polideportiva de Argentina, ubicada en la ciudad de La Plata, provincia de Buenos Aires. Fue fundado como club de fútbol el 4 de agosto de 1905. Su sección de fútbol femenino milita en la Primera División B, segunda división del fútbol argentino femenino.
La sección de fútbol femenino inicio como disciplina amateur de la institución en 1997, cuando empezó a competir, ininterrumpidamente, en los torneos oficiales de la Asociación del Fútbol Argentino.

## Historia
El primer partido de fútbol femenino como disciplina amateur de Estudiantes se disputó en 1997, temporada desde la que participa ininterrumpidamente en los torneos oficiales organizados por la AFA. La sección fue fundada e impulsada en la institución por Lorena Irene Berdula, considerada la primera entrenadora de fútbol de Argentina, quien además fundó una escuela para el desarrollo de esta disciplina.
El equipo tuvo su mejor participación histórica en el Torneo Apertura 2011, cuando logró el subcampeonato detrás de Boca Juniors.
Desde la creación de esta disciplina, participó como local en el Estadio Jorge Luis Hirschi, histórico reducto deportivo utilizado por el equipo de fútbol masculino del Club Estudiantes de La Plata, que fue demolido durante 2007 y reinaugurado en 2019. Su localía luego se trasladó a las canchas de entrenamiento de fútbol del Country Club, el complejo polideportivo que la institución posee en la localidad de City Bell.
Grisel Yanacón, Micaela Sandoval, Evangelina Alfano, Daiana Ollivier, Ruth Bravo y Laura Sampedro, a su vez, son las futbolistas del club que alguna vez han sido internacionales con la Selección Femenina Argentina a lo largo de los años.
Antes del inicio de la temporada 2019/20, Antonela Guarracino, una de las ocho jugadoras de la institución que firmaron contrato profesional, se convirtió en la primera deportista de esta disciplina del club en convertir un gol en la era profesional del fútbol femenino de AFA.

## Rivalidades
El equipo de fútbol femenino mantiene históricas rivalidades con su clásico de ciudad, Gimnasia y Esgrima, disciplina en la que el fútbol masculino se enfrenta desde 1916. Aunque la decisión de esa institución de suprimir esta disciplina, haciendo que no se enfrentaran oficialmente entre 2007 y 2019, hizo que Estudiantes forjara una fuerte rivalidad regional con el fútbol femenino del Club Atlético Villa San Carlos, de la ciudad de Berisso.

## Jugadoras

### Plantel
Actualizado a marzo de 2023.

### Mercado de pases
| Mercado de pases 2022-23 | Mercado de pases 2022-23                                                                              | Mercado de pases 2022-23                                                 | Mercado de pases 2022-23 | Mercado de pases 2022-23 | Mercado de pases 2022-23 | Mercado de pases 2022-23 | Mercado de pases 2022-23 |
| Altas | Altas                                                                                                 | Altas                                                                    | Altas                    | Bajas                    | Bajas                    | Bajas                    | Bajas                    |
| Nac. | Pos.                                                                                                  | Jugadora                                                                 | Origen                   | Nac.                     | Pos.                     | Jugadora                 | Destino                  |
| --- | --- | ------------------------------------------------------------------------ | ------------------------ | ------------------------ | ------------------------ | ------------------------ | ------------------------ |
| Bandera de Argentina | | Laura Sampedro                                                           | Maccabi Hadera           | Bandera de Argentina     |                          | Victoria Bedini          | Lanús                    |
| Bandera de Argentina | | Agustina Ahumada                                                         | Platense                 | Bandera de Argentina     |                          | Karen Giménez            | Sin equipo               |
| Bandera de Argentina | | Laura Andrade                                                            | UAI Urquiza              | Bandera de Argentina     |                          | Rosario Ledesma          | Sin equipo               |
| Bandera de Argentina | | Rocío Correa                                                             | San Lorenzo              | Bandera de Argentina     |                          | Fanny Rodríguez          | Gimnasia (LP)            |
| Bandera de Argentina | | Carolina Ochoa                                                           | Independiente            | Bandera de Argentina     |                          | Nicole Simonetti         | Estudiantes (BA)         |
| Bandera de Argentina | | Lola Ortega                                                              | Villa San Carlos         |                          |                          |                          |                          |
| Bandera de Argentina | | Estefanía Piazza                                                         | Boca Juniors             |                          |                          |                          |                          |
| Bandera de Argentina | | Milagros Soto                                                            | Def. de Cambaceres       |                          |                          |                          |                          |
| Bandera de Argentina | | Juana Cardoso                                                            | Estudiantes LP           |                          |                          |                          |                          |
| Bandera de Argentina | | Laila Gómez                                                              | Estudiantes LP           |                          |                          |                          |                          |
| \| Leyenda - Nac. : Nacionalidad - Pos. : Posición - Pertenecía a las divisiones inferiores - Internacional con su selección absoluta \| - Incorporación como cedida / Regresa tras cesión (préstamo) - Baja como cedida (préstamo) - Retirada \| - Arquera/Portera - Defensora - Mediocampista/Centrocampista - Delantera \| | |                                                                          |                          |                          |                          |                          |                          |
| Leyenda - Nac. : Nacionalidad - Pos. : Posición - Pertenecía a las divisiones inferiores - Internacional con su selección absoluta | - Incorporación como cedida / Regresa tras cesión (préstamo) - Baja como cedida (préstamo) - Retirada | - Arquera/Portera - Defensora - Mediocampista/Centrocampista - Delantera |                          |                          |                          |                          |                          |

Fuentes:

## Cuerpo técnico
| · Equipo técnico 2023 |
| |
| - Entrenador: Matías Giugno - Preparadora física: Sheila Barquín - Ayudante de campo: Cecilia Szelagowski - Entrenador de arqueras: Martín Raimundo |
| |

## Participación en campeonatos nacionales

### Cronograma
La competencia AFA oficial comenzó a disputarse desde 1991, Estudiantes participa por primera vez en el año 1997 y desde entonces disputa ininterrumpidamente los torneos oficiales organizados por la AFA.

## Palmarés
| Competición        | Campeón | Subcampeón    | 3er Puesto |
| ------------------ | ------- | ------------- | ---------- |
| Primera División A |         | Apertura 2011 |            |